# Victor Khoriniak
Victor Victorovitch Khoriniak (en russe : Виктор Викторович Хориняк), né le 22 septembre 1990 à Minoussinsk dans le Kraï de Krasnoïarsk, est un acteur russe, membre de la troupe du Théâtre d'art Anton Tchekhov à Moscou.

## Biographie
Victor Khoriniak est né le 22 septembre 1990 à Minoussinsk dans le kraï de Krasnoïarsk. Il a un frère et une sœur aînés. Enfant, il réalisait ses propres mises en scène, participait à des concours de diction, et pratiquait le judo. Il a étudié au Corps des cadets.
Après avoir hésité à faire des études de médecine (ses résultats lui garantissaient l'entrée sans examens d'entrée), il se décide pour une carrière d'acteur. Victor Khoriniak est diplômé de l'École-studio du Théâtre d'Art académique de Moscou (cours de Roman Kozak et Dmitri Brousnikine). Étudiant assidu, il y a passé quatre années à répéter de 7 heures du matin à 11 heures du soir, puis travaillait jusqu'à 6 heures du matin comme agent de sécurité dans un restaurant.
Dès sa deuxième année d'études, Victor est invité à se produire au Théâtre d'art Anton Tchékhov à Moscou, dont il devient membre de la troupe en 2011. Il joue également dans des spectacles du théâtre d'Oleg Tabakov.
Victor Horinyak joue depuis 2007 au cinéma, et depuis 2010 participe régulièrement à des séries télévisées. Le rôle du barman Konstantin dans la série La Cuisine lui a assuré une certaine célébrité.
Victor Khoriniak est détenteur du prix Oleg Tabakov (2012).
Sportif régulier, ses sports de préférence sont le basketball et la boxe. Il est marié et père d'un garçon.
Il incarne le héros Ivan dans Le Dernier Chevalier (2017).

## Filmographie
- 2017 : Le Dernier Chevalier (Posledni bogatyr, Последний богатырь) de Dmitri Diatchenko : Ivan
- 2021 : Le Dernier Chevalier : La racine du mal (Последний богатырь: Корень зла) de Dmitri Diatchenko : Ivan
- 2022 : Neposlouchnik (Непослушник) de Vladimir Kott : Dima
- 2022 : Mister Knock Out (Мистер Нокаут) d'Artiom Mikhalkov : Valeri Popentchenko
- 2022 : La Femme de Tchaïkovski (Жена Чайковского) de Kirill Serebrennikov : Peter Jurgenson, l'éditeur de Tchaïkovski